# Cyrus S. Eaton

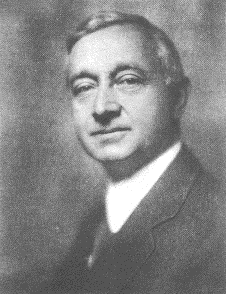
Cyrus S. Eaton

Cyrus Stephen Eaton Sr. (27 de dezembro de 1883 - 9 de maio de 1979) foi um banqueiro de investimentos, empresário e filantropo canadense-americano, com uma carreira que durou setenta anos.

## Vida

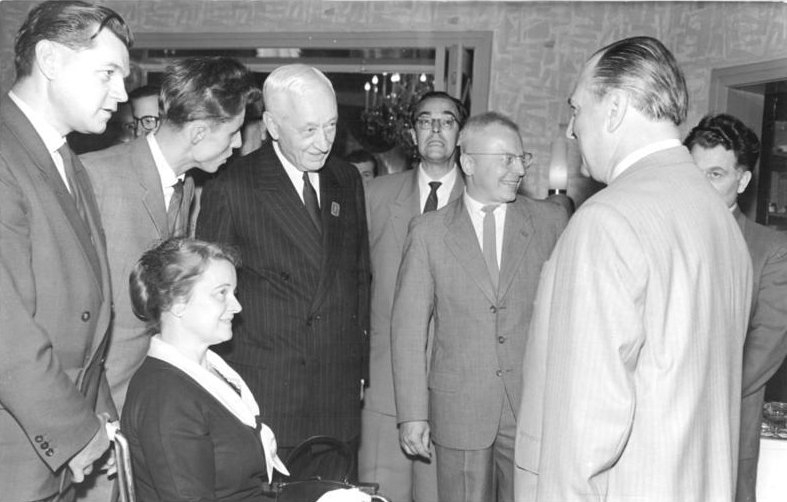
Cyrus Eaton em Leipzig, Alemanha (junho de 1960)

Durante décadas, Eaton foi um dos financistas mais poderosos do meio-oeste americano, e muitas vezes controversa. Ele era conhecido principalmente por sua longevidade nos negócios, por sua oposição ao domínio dos financistas orientais na América de sua época, por suas manipulações financeiras ocasionalmente implacáveis, por sua paixão pela paz mundial e por suas críticas francas. da política da Guerra Fria dos Estados Unidos. Ele financiou e ajudou a organizar as primeiras Conferências Pugwash sobre a Paz Mundial, em 1957. Ele escreveu vários artigos e ensaios sobre assuntos políticos e econômicos - "Investment Banking", "Competition or Decadence", "Rationalism Versus Rockefeller" e "A Capitalist Looks at Labour" sendo alguns dos mais conhecidos.